# کونتورکونکا
کونتورکونکا (به اسپانیایی: Kunturkunka) یک کوه در پرو است که در منطقه آیاکوچو واقع شده‌است.